# Festetics
Il Casato di Festetics, in seguito Festetics di Tolna, è una famiglia nobiliare ungherese di origine croata, di primo piano durante l'impero austro-ungarico.

## Storia
L'8 agosto 1746, Josef e Kristof Festetics (i due figli maschi del secondo matrimonio di Paul Festetics) aggiunsero de Tolna al loro cognome (von Tolna in Austria). Il 5 novembre 1766 il figlio maggiore di Josef, Pal Festetics de Tolna (1725–1782), fu fatto conte dalla Regina Maria Teresa d'Ungheria. Il 24 febbraio 1772 il figlio maggiore di Kristof, Pal Festetics de Tolna (1722–1782), fu fatto conte dalla Regina Maria Teresa d'Ungheria. Il titolo di conte era ereditabile da tutti i discendenti in linea maschile.
Il 21 giugno 1911, il Conte Tasziló Festetics de Tolna (1850–1933) fu fatto principe con l'appellativo di altezza serenissima (Durchlaucht) da Re Francesco Giuseppe I d'Ungheria. Suo nipote Georg (nato nel 1940) è l'attuale capo del casato.
Tra gli altri esponenti di spicco della famiglia vi sono:
- Antal Festetics (nato nel 1937), biologo austriaco
- Andor Festetics (1843–1930), politico ungherese
- Conte György Festetics de Tolna (1815–1883), politico ungherese
- Conte Leó Festetics de Tolna (1800–1884), compositore ungherese
- Conte Sándor Festetics de Tolna (1882–1956), politico ungherese

Festetics può riferirsi a:
- il Palazzo Festetics, situato a Keszthely
- il Quartetto d'archi Festetics, proveniente da Budapest